# Spawn of Possession
Spawn of Possession é uma banda de death metal técnico da Suécia formada em 1997.
Executando um death metal com elementos progressivos e com grande complexidade rítmica, a banda tem influências de músicos e grupos como: Dmitri Shostakovich, J.S. Bach, John Cage, S.L. Weiss, Gorguts, Cynic, Eucharist, Monstrosity, Death, King Diamond, Psycroptic, Suffocation, Morbid Angel, Dream Theater, Martyr, Yngwie J. Malmsteen, Hate Eternal, Spiral Architect, Spastic Ink, Cannibal Corpse, Severed Savior.

## Integrantes
Formação atual
- Dennis Röndum  - vocal (1997-2006, 2010-presente), bateria (1997-2006)
- Jonas Bryssling   - guitarra (1997-presente)
- Christian Münzner  - guitarra (2009-presente)
- Erlend Caspersen  - baixo (2007-presente)
- Henrik Schönström   - bateria (2010-presente)

Ex-membros
- Jonas Karlsson - guitarra (1997-2008)
- Niklas Dewerud - baixo (2000-2007)
- Jonas Renvaktar - vocal (2002-2009)
- Richard Schill - bateria (2009-2010)
- Matthew "Chalky" Chalk -  vocal (2009-2010)

## Discografia
Álbuns de estúdio
- Cabinet (2003)
- Noctambulant (2006)
- Incurso (2012)[2]

Demos
- The Forbidden (2000)
- Church of Deviance (2001)